# Slag bij Terceira
De Slag bij Terceira genoemd, was een zeeslag nabij het Azoreneiland Terceira, die plaatsvond op 26 juli 1582. Voor de zeeslag werd een vloot bestaande uit schepen van Portugese vluchtelingen samen met Franse, Engelse en Nederlandse avonturiers samengesteld, die het op moesten gaan nemen tegen de Spanjaarden en Spaansgezinde Portugezen. De gevluchte Portugezen vochten voor Antonió, prior van Crato, die de Portugese troon opeiste. De commandant van deze vloot was Filippo di Piero Strozzi, een Florentijnse vluchteling en in dienst van de Fransen. De Spanjaarden stonden onder leiding van Álvaro de Bazán. De Spanjaarden wonnen de slag, maar hadden de tegenstanders nog niet geheel verslagen. Dit gebeurde wel de dag erna, op 27 juli, bij de Slag van Vila Franca nabij São Miguel.
Deze slagen, onderdeel van de Portugese Successieoorlog, zorgden er mede voor dat Filips II Antonió versloeg en de Portugese troon kon opeisen.